# Omi Minami
Omi Minami (南 央美?, Minami Omi; 13 luglio 1968) è una doppiatrice giapponese. È sposata con il collega doppiatore Yūji Ueda.

## Ruoli principali

### Anime
- Shimajirō Shimano (Shima Shima Tora no Shimajirō)
- Euphemia Li Britannia (Code Geass: Lelouch of the Rebellion)
- Ruri Hoshino (Mobile Battleship Nadesico)
- Hyatt (Excel Saga)
- Akiru Yuuki (Fancy Lala)
- Cyberdoll Kei (Hand Maid May)
- Minagawa Takurou (Di Gi Charat)
- Miko Mido in (La Blue Girl)
- Majic Rin (Lo stregone Orphen)
- Mika Suzuki (Sensei no Ojikan)
- Pat Campbell (Infinite Ryvius)
- Shii Aasu (Puni Puni Poemy)
- Lucim (Mahoujin Guru Guru)
- Akira (CLAMP Detective)
- Miho Umeda (I My Me! Strawberry Eggs)
- Megumi Hanajima (Fruits Basket)
- Doorknobder (S - 109) e Nanako (SuperS - 152) (Sailor Moon)
- Hel (Mythical Detective Loki Ragnarok)
- Sal (MegaMan NT Warrior, MegaMan NT Warrior Axess)
- Nina (Hell Girl)
- Dvergr (Kiddy Grade)
- Dino Sparks (Legendz)
- Kotarou Mochizuki and Alice Eve (Black Blood Brothers)
- Naozumi Kamura  (Kodomo no omocha)
- Ein (Phantom - The Animation)
- Rika Tokino (UFO Ultramaiden Valkyrie)
- Satsuki Yumizuka, Forest Misomi (Carnival Phantasm)

### Videogiochi
- Kakurine (Evil Zone)
- Mag Launcher (Evolution 2)
- Meredy (Tales of Eternia)
- Ako (Onimusha 3)
- Meril (Odin Sphere)
- Monika Allenford (Growlanser III: The Dual Darkness)
- Satsuki Yumizuka (Melty Blood Re-ACT , Melty Blood Act Cadenza, Melty Blood Actress Again)
- Ruri Hoshino (Another Century's Episode 3)
- Tamami Konno (Tokimeki Memorial Girl's Side)
- Prier (Stella Deus: The Gate of Eternity)
- Xiaomu (Namco × Capcom, Mugen no Frontier: Super Robot Wars OG Saga, Project X Zone, Project X Zone 2)
- Ein/Elen Azuma (Phantom of Inferno)
- Emirio Stanbelk (Shikigami no Shiro)
- Pipotchi (Ape Escape 2)
- Kongiku (Muramasa: La spada demoniaca)